# Musée Reynolds-Alberta
Pour les articles homonymes, voir Reynolds.
Le musée Reynolds-Alberta (en anglais : Reynolds-Alberta Museum) est un musée situé à Wetaskiwin, en Alberta, au Canada.    

## Présentation
C'est l'un des vingt-et-un sites et musées historiques appartenant à la province et gérés par elle. 
Il retrace la mécanisation du passé des transports, de l'aviation, de l'agriculture et de l'industrie de l'Alberta des années 1890 à nos jours, alors que les voitures et les camions remplaçaient les buggys et chariots tirés par des chevaux, d'énormes usines remplaçaient l'atelier du forgeron du village et que l'équipement mécanisé remplaçait les animaux et les outils agricoles à propulsion humaine.   
Les artefacts présentés comprennent notamment : 
- une Duesenberg Phaeton Royale modèle J unique en son genre de 1929[2] ;
- la plus ancienne production connue de Chevrolet au monde, une Chevrolet Classic Six de 1913[3] ;
- la plus ancienne dragline du monde, une Bucyrus Class-24 construite en 1917 ;
- un biplan American Eagle de 1928 ;
- une réplique grandeur nature de l'Avro Arrow ;
- un véhicule semi-chenille utilisé dans la tristement célèbre expédition Bedaux, le sujet du film "Champagne Safari".

Le musée abrite également le Temple de la renommée de l'aviation du Canada,.

## Histoire
Le musée Reynolds-Alberta a ouvert ses portes en 1992 dans le cadre d'un projet de développement communautaire de l'Alberta (Alberta Community Development) et d'Alberta Infrastructure. Il porte le nom de Stan Reynolds, un homme d'affaires et collectionneur de Wetaskiwin. Avant sa mort en 2012, Reynolds a fait don de 1 500 artefacts au musée,. Il était concessionnaire automobile local et avait toujours annoncé qu'il prendrait n'importe quoi dans le commerce - donc une collection vaste et variée de véhicules, d'avions et d'outils agricoles. 

Musée Reynolds-Alberta
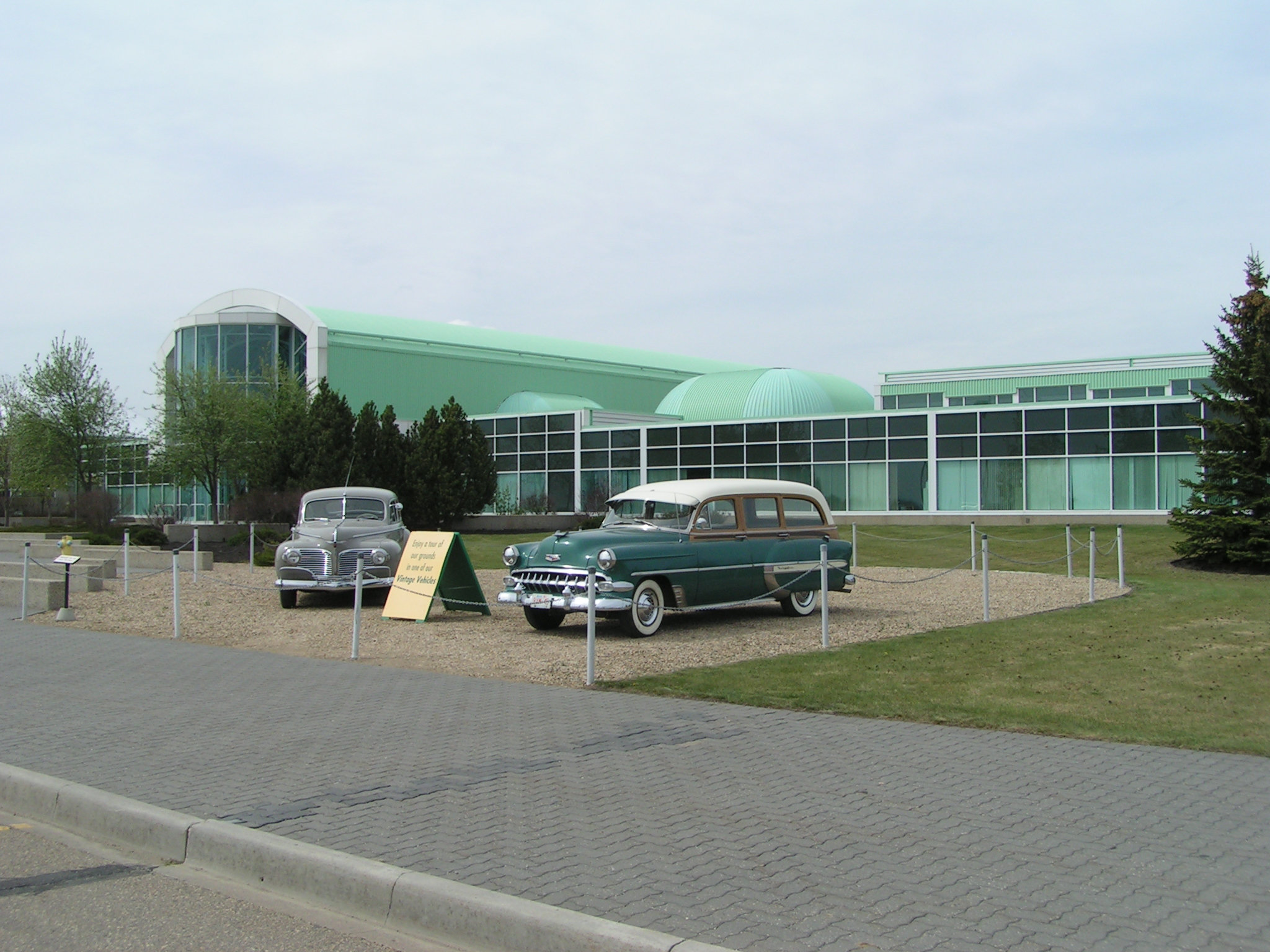
Extérieur du musée.
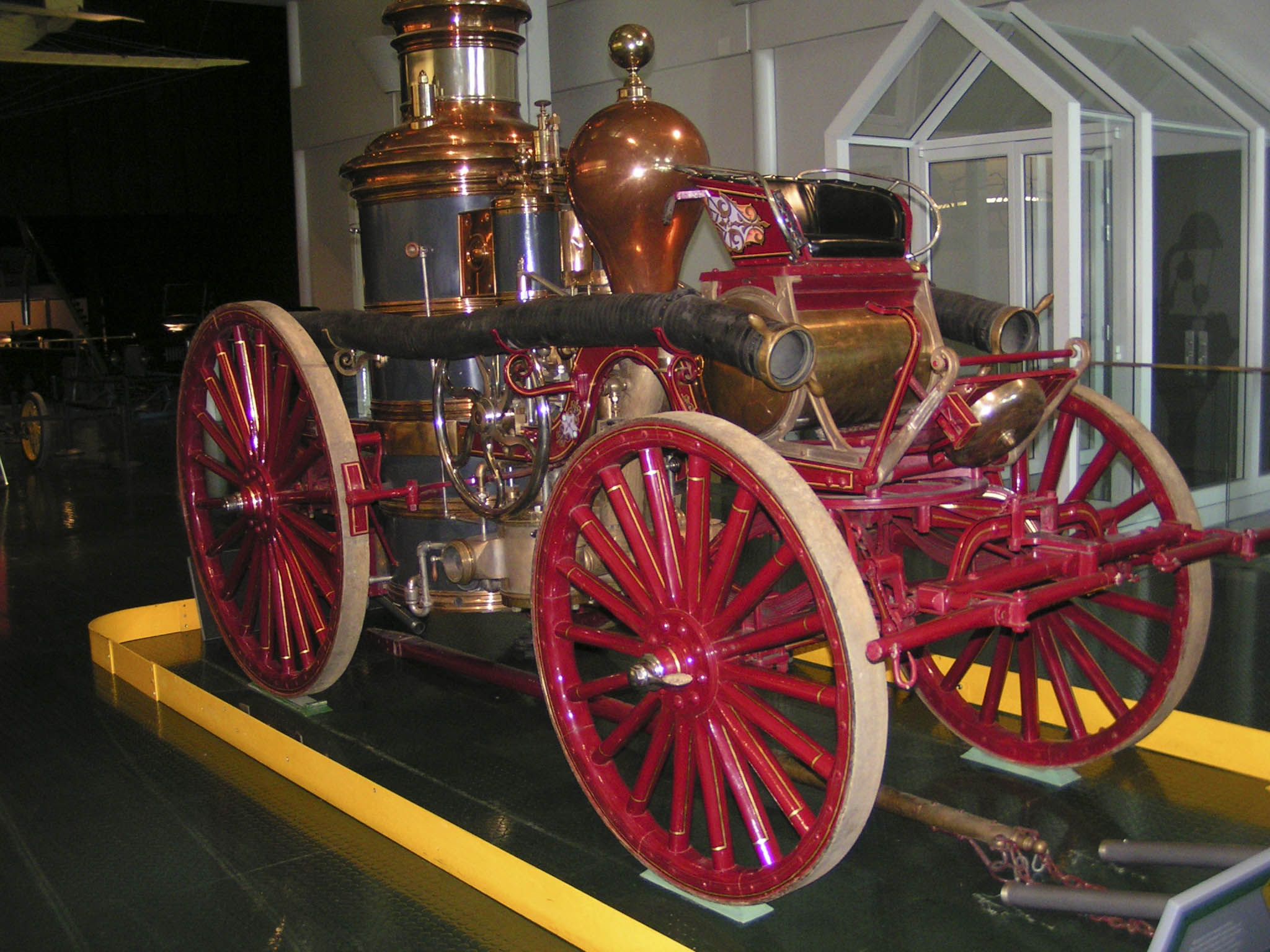
Véhicule à vapeur de lutte contre les incendies Amoskeag construit par Manchester Locomotive Works (1885).
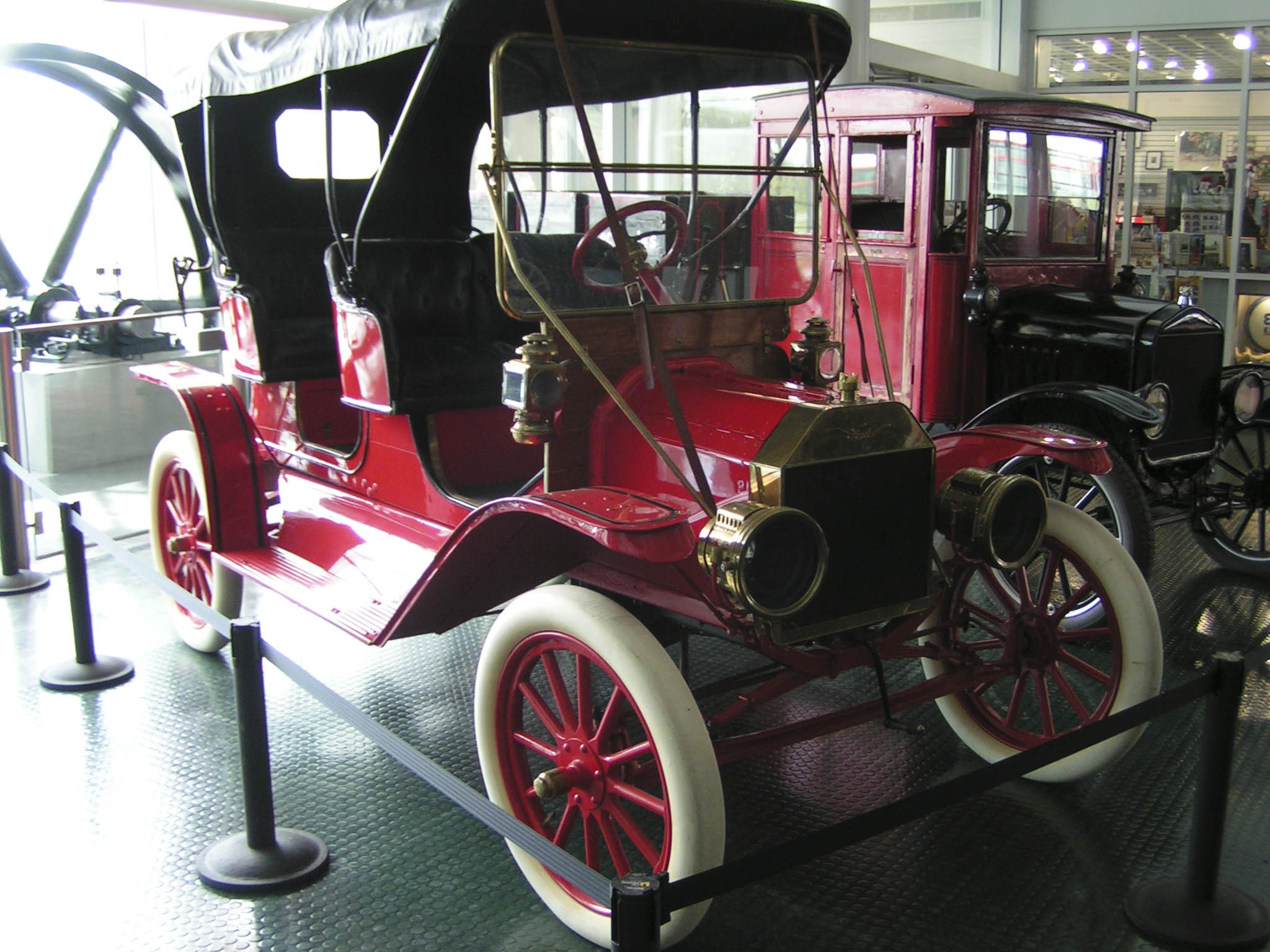
Ford Model T Tourabout (1911).
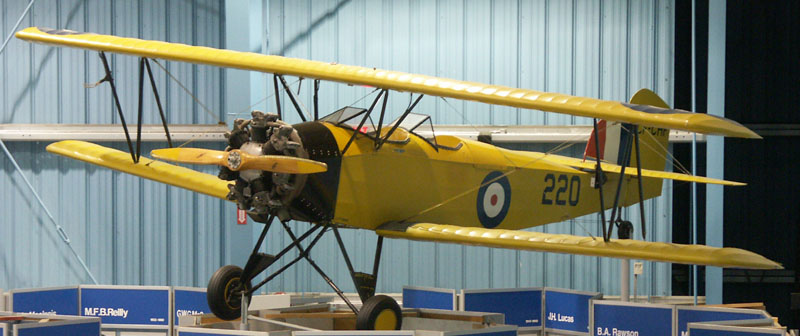
Un Fleet Fawn (en) Mk II CF-CHF.

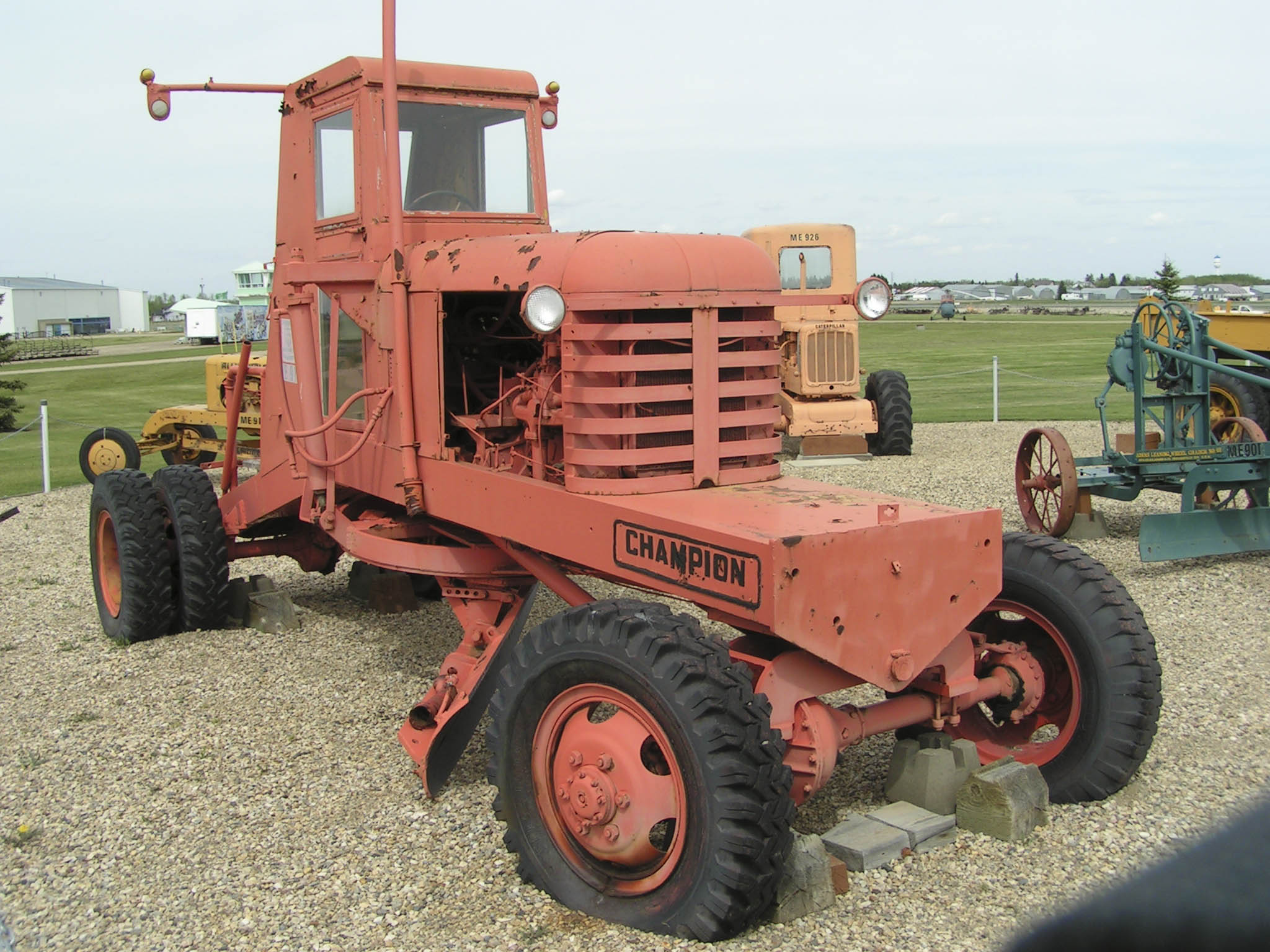
Niveleuse de marque Champion, modèle 507 (1950).
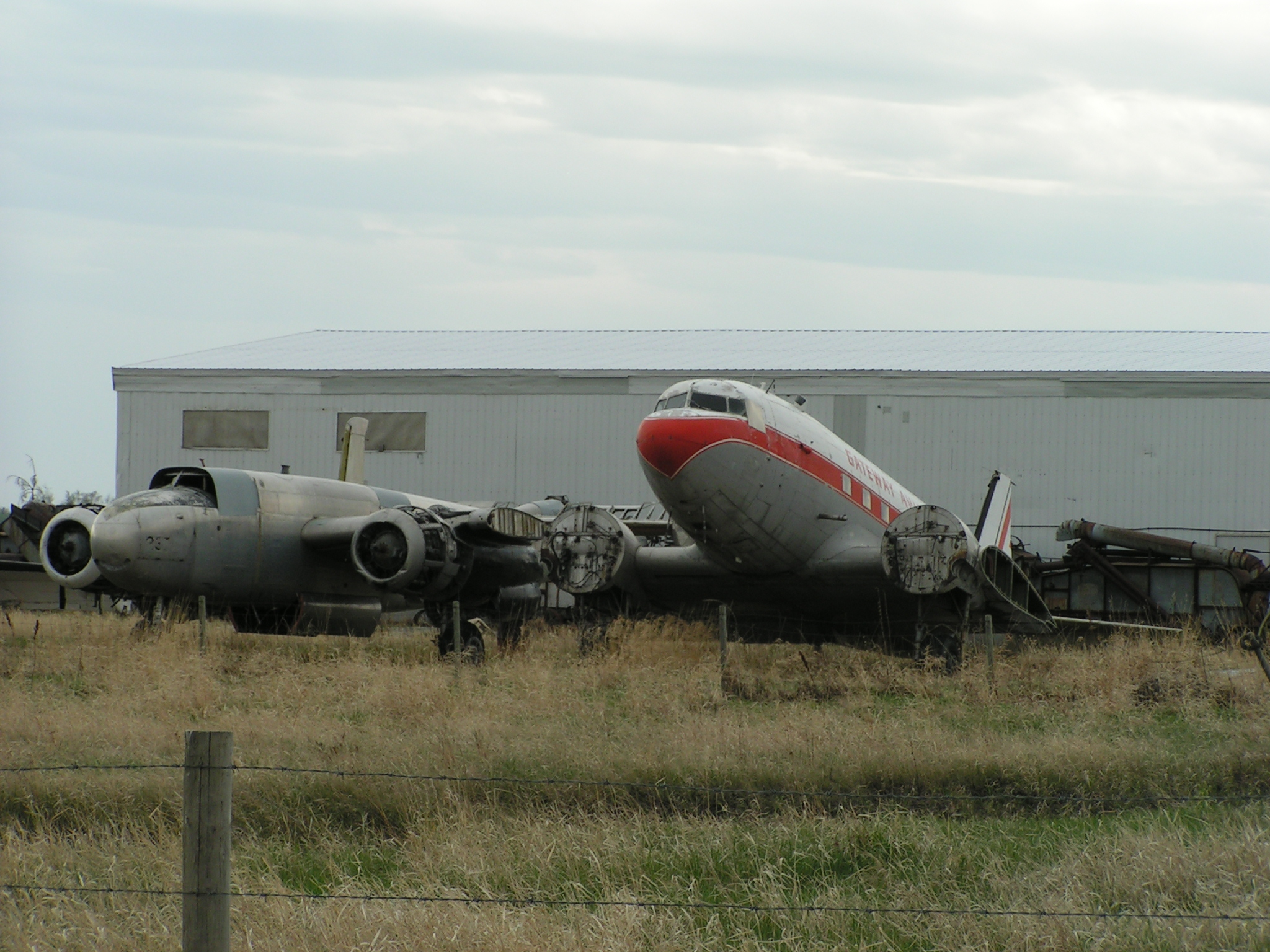
Avions sur un pré jouxtant le musée.
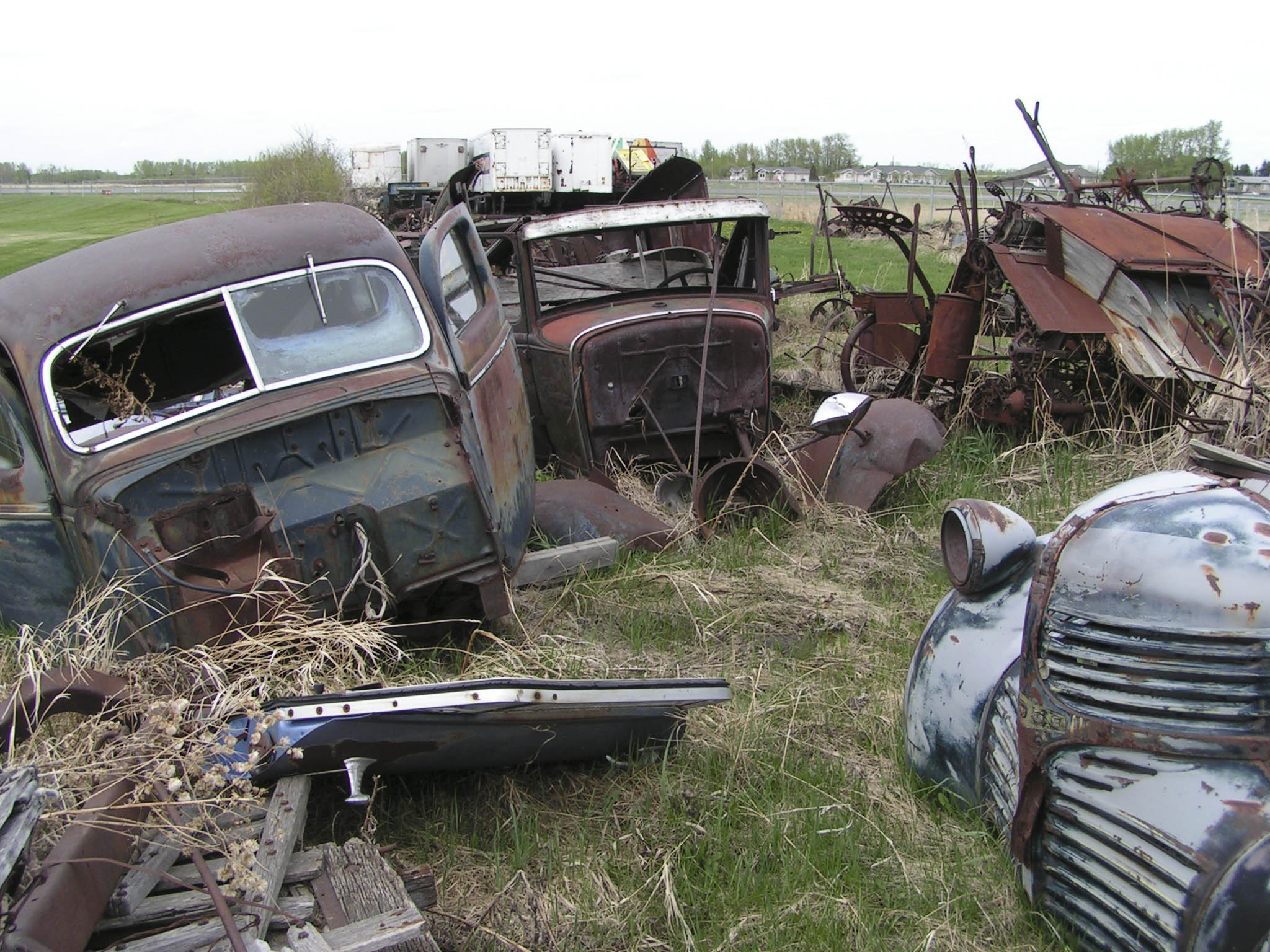
Épaves de voitures à l'extérieur du musée.